# Microdon solitarius
Microdon solitarius är en tvåvingeart som beskrevs av Charles Howard Curran 1930. Microdon solitarius ingår i släktet myrblomflugor, och familjen blomflugor.
Artens utbredningsområde är Panama. Inga underarter finns listade i Catalogue of Life.